# Nico Richter
Nico Max Richter (geboren am 2. Dezember 1915 in Amsterdam; gestorben am 16. August 1945 ebenda) war niederländischer Komponist.

## Biografie

### Aufstieg
Nico Richter wurde als zweites von drei Kindern des Zahnarztes Izaak Richter und seiner Frau Sara Manheim in Amsterdam geboren. Bereits im Grundschulalter erhielt er ersten Geigenunterricht und schon mit zwölf Jahren beeindruckte ihn der Auftritt eines lebenden Komponisten: „Das will ich auch!“.
Im September 1927 kam er in die höhere Schule (HBS Hoogere Burger School) und 1930 begann sein Geigenunterricht bei Sam Tromp, dem die Eltern besorgt berichteten, dass Nico vor lauter Geigenspiel die Schule vernachlässige. Es entstanden auch erste Kompositionen, die er später eher als Jugendwerke bezeichnete und nicht alle gelten ließ. 	
Nach dem Schulabschluss 1932 schrieb er sich (auf Drängen des Vaters) in Amsterdam als Medizinstudent ein. Er begann aber gleichzeitig auch das Violinstudium bei Sepha Jansen im dortigen Konservatorium. Die erste öffentliche Aufführung einer Komposition war am 16. März 1935: das Violinkonzert des 17-Jährigen. 
Im Juli 1935 nahm er an einem Meisterkurs bei Hermann Scherchen in Belgien teil, trat als Dirigent auf und erhielt den Preis Prix Henry Le Boeuf für sein Cellokonzert. Hermann Scherchen selbst leitete die Uraufführung im Brüsseler Palais des Beaux Arts und nahm das Konzert auch mit nach Winterthur. 
Dort spielte der bekannte Cellist Emanuel Feuermann den Solopart. Auch in seiner Heimatstadt fand im Jahr darauf eine Aufführung statt. Nico Richter wurde zunehmend bekannt, sei es als Dirigent des Studentenorchesters MUSA, 
als Komponist beim 1937 gegründeten Niederländischen Musikfest Maneto (Manifestatie Nederlandsche Toonkunst) oder auch als Rezensent zu Auftritten von Strawinski oder Darius Milhaud in Amsterdam. Am 23. Juli 1937 wurde seine Sinfonia Divertimento von Radio Brüssel gesendet.

### Verfolgung
Anfang 1940 emigrierte seine ältere Schwester noch gerade rechtzeitig mit ihrer Familie in die USA, während Nico Richter und seine Eltern beschlossen, noch in Amsterdam zu bleiben. Aber schon im Mai wurden die Niederlande von den Deutschen überfallen, und die Repressalien insbesondere gegen die jüdische Bevölkerung nahmen ständig zu.
Noch im September 1940 heiratete Nico Richter die Violinistin Hetta Scheffer, die nicht jüdisch war und mit der er seit 1937 verlobt war. Anfang 1942 wurden gemischte Ehen schon verboten. Ende Oktober 1941 wurde Nico Richter seiner Ämter im Studentenorchester enthoben, konnte sein Medizinstudium aber noch im November beenden.

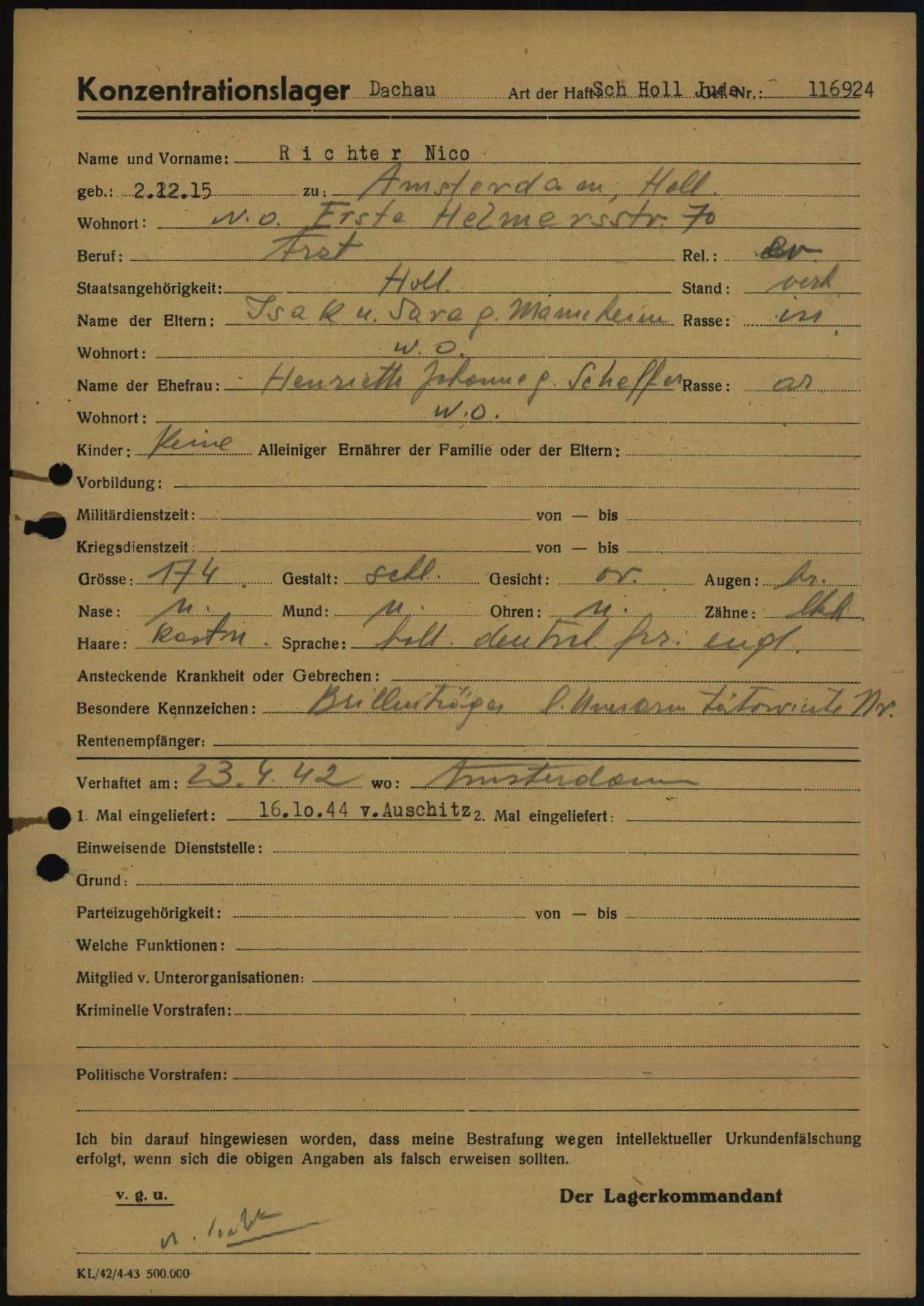
Anmeldeformular von Nico Richter als Gefangener im nationalsozialistischen Konzentrationslager Dachau

In der Nacht vom 17. auf den 18. April 1942 wurde Nico Richter verhaftet. Vom 6. November bis zum 18. Januar 1943 war er in Amersfoort interniert, danach im Lager Vught. Hier gab es einige Monate ein Häftlingsorchester, in dem er mitwirkte. Am 15. November 1943 kam er via Westerbork nach Auschwitz. Am 16. Oktober 1944 folgte der dreitägige Transport nach Dachau, wo er in ein Lager des KZ-Außenlagerkomplex Kaufering kam. Hier wurden nach dem Prinzip „Vernichtung durch Arbeit“ riesige Untergrundbunker für das Rüstungsprojekt Ringeltaube gebaut.
Nach der Befreiung am 27. April 1945 durch die Amerikaner kam Nico Richter im Juli 1945 in Eindhoven an. Seine Frau Hetta konnte ihren todkranken Mann mit einer Ambulanz nach Amsterdam holen. In den wenigen Wochen, die ihm noch blieben, diktierte er zwei Sätze einer Serenade, die er im Lager im Gedächtnis komponiert hatte. Er starb am 16. August 1945 vier Monate vor seinem dreißigsten Geburtstag.

## Jugendwerke
(nicht erhalten)
- 1929 Menuett im Stile Mozarts
- zwischen 1929 und 1933 entstanden zahlreiche Werke:
  - Spanischer Tanz Violine und Klavier, Sonatine, Epigramme d'un fou, Litanei (à la perte de la tousade), Sonate
  - verschiedene Tänze und Prelude für Klavier, Kammermusik für Cello und Klavier
  - Zwei Klaviertrio, Zwei Klavierquartette, Trio für Oboe, Fagott und Klavier
  - Vier Sinfonien, darunter: de potkachel, burleske, {\displaystyle \pi r^{2}}
  - verschiedene Lieder mit Klavierbegleitung nach Texten von Heine, Guido Gezelle, Herman Gorter, Goethe, Schiller, Alfred Tennyson
- 1931 Komische Oper huweliksbedrog nach einem Text von Rinze Veldman
- 1932 Oper de ziel
- 1932 Blues Klavier
- 1932 La Tousade
- 1933 (ca.) Fantasie und Walzer
- 1933 de gouden bol Schattenspiel für Sprechstimme, Gesang, Violine, Cello und Klavier nach einem Text von Ruurd Vierhout
- 1934 Kurzoper de moedermoordenaar nach eigenem Text

## Werke
- 1933 Violinkonzert (?.Lento,?, Allegro) (Dauer 10 min) Digitale Interpretation
- 1934 Sinfonietta I Serenade Kammerorchester (Zwei Violinen, Violoncello, Flöte, Klarinette und Gitarre)
- 1934 Sonatine I Klavier (3 Sätze) 5 min
- 1935? Konzert für Violoncello und sechs (Klarinette, Horn, Trompete, Klavier, zwei Violinen) Instrumente (Allegro vivo, Lento, Presto) 6 min Digitale Interpretation
- 1935 Trio für Flöte, Bratsche und Gitarre (Allegro, Non troppo lento, Presto) 5 min
- 1936 Sinfonie I Sinfonie-Divertimento 8 min
- 1936 Streichquartett I (allegro, andantino, presto) 4 min
- 1936 Sinfonia divertimenta
- 1937 Amorys Kammeroper in einem Akt (Libretto Hendrik Lindt) Besetzung: 1./2. Geige, Viola, Cello, Contrabass, Flöte, Piccolo, Klarinette, Fagot, Horn, Klavier, Schlagwerke
- 1937 Lied, Sopran und Klavier (Lento), Text Wim Kriste 6 min
- 1940 Het lyk, Bariton und Klavier, Text Wim Kriste
- 1941 Orchestrierung des Werkes Baal Shem von Ernest Bloch
- 1942 Zwei Stücke Violine und Klavier (allegretto, adagio)
- 1945 Serenade für Flöte, Violine und Viola (1 Allegretto giocoso, 4 Presto - Adagio) 9 min